# Diaphus holti
Diaphus holti е вид лъчеперка от семейство Myctophidae. Видът не е застрашен от изчезване.

## Разпространение и местообитание
Разпространен е в Алжир, Гамбия, Гвинея, Гвинея-Бисау, Гибралтар, Гърция, Египет, Западна Сахара, Израел, Испания, Италия, Кабо Верде, Кипър, Либия, Ливан, Мавритания, Малта, Мароко, Монако, Португалия, Сенегал, Сирия, Тунис, Турция и Франция.
Обитава океани и морета. Среща се на дълбочина от 25 до 3200 m, при температура на водата от 2,8 до 17,1 °C и соленост 34,7 – 39 ‰.

## Описание
На дължина достигат до 7 cm.